# Harrison Henry Atwood

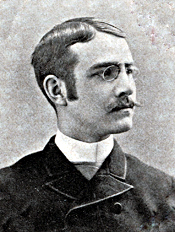
Harrison Henry Atwood

Harrison Henry Atwood (* 26. August 1863 in North Londonderry, Windham County, Vermont; † 22. Oktober 1954 in Boston, Massachusetts) war ein US-amerikanischer Politiker. Zwischen 1895 und 1897 vertrat er den Bundesstaat Massachusetts im US-Repräsentantenhaus.

## Werdegang
Harrison Atwood besuchte öffentliche Schulen in Boston. Nach einem anschließenden Architekturstudium begann er dort als Architekt zu arbeiten. Gleichzeitig schlug er als Mitglied der Republikanischen Partei eine politische Laufbahn ein. Von 1887 bis 1889 saß er als Abgeordneter im Repräsentantenhaus von Massachusetts; in den Jahren 1889 und 1890 war er städtischer Architekt in Boston. Atwood war sowohl Mitglied im Staatsvorstand der Republikaner (1887–1889) als auch im Vorstand der städtischen Partei in Boston (1888–1894). In den Jahren 1888 und 1892 war er Delegierter zu den jeweiligen Republican National Conventions, auf denen jeweils Benjamin Harrison als Präsidentschaftskandidat nominiert wurde.
Bei den Kongresswahlen des Jahres 1894 wurde Atwood im zehnten Wahlbezirk von Massachusetts in das US-Repräsentantenhaus in Washington, D.C. gewählt, wo er am 4. März 1895 die Nachfolge von Michael J. McEttrick antrat. Da er im Jahr 1896 nicht mehr zur Wiederwahl nominiert wurde, konnte er bis zum 3. März 1897 nur eine  Legislaturperiode im Kongress absolvieren. Nach dem Ende seiner Zeit im US-Repräsentantenhaus betätigte sich Atwood wieder als Architekt in Boston. Zwischen 1915 und 1928 war er mehrfach Abgeordneter im Staatsparlament. Im Jahr 1918 strebte er erfolglos seine Rückkehr in den Kongress an. Seit 1938 lebte er in Wellesley Hills. Harrison Atwood starb am 22. Oktober 1954 in Boston.